# مرگ‌ها در ۲۰۱۷
- هتر منزیس
- جرج اولاه
- لمبیت اولفساک
- اوم پوری
- ابوعمر الآلمانی
- کارل اتو آپل
- تونی اتکینسون
- احمد کاترادا
- ادوین شرین
- کنت ارو
- جین استاین
- ریموند اسمولیان
- الیور اسمیتیز
- جیمی اسنوکا
- کارل اشتوتس
- اولی اشتک
- امانوئل ریوا
- بوچی امچتا
- اوگو اهیوگو
- ایولین کاواموتو
- یوجی ایجیری
- ایگور وولک
- راجر ایلز
- یوستا ای‌یکمان (بازیگر)
- اتو وارمبیر
- احمد بن حلی
- استیون فرست
- نلسون الیس
- امریکو آموریم
- شونیچیرو اوکانو
- تسونه‌هیکو واتاسه
- جیووانی واستولا
- رابرت جیمز والر
- درک والکوت
- برایان وایتهاوس
- دنیس وروننکف
- ادام وست
- الکساندر الکساندرویچ ولکوف (سیاستمدار)
- پاول ونت
- ویدا حاجبی
- ویلیام پیتر بلتی
- آلکسی آلکسیویچ آبریکوسوف
- گراهام آتکینسون
- هالیت آکچاتپه
- لولا آلبرایت
- گرگ آلمن
- لوکاس آمان
- آناهید بارسامیان
- جولیو آنجونی
- ویم آندریسن جونیور
- جان جی. آویلدسن
- عفیف باختری
- چاک باریس
- رلیا باشیچ
- مایکل بالهاوس
- پاورز بوث
- آلکسی باتالوف
- مایکل باند
- جان برجر
- الکساندر بردونسکی
- لیلی می بردفورد
- زیبیگنیف برژینسکی
- کاتالین برک
- امانوئل برنهایم
- چاک بری
- ایون بسویو
- ابوبکر بغدادی
- چستر بنینگتون
- سم بیزلی
- گیلبرت بیکر (هنرمند)
- بیل کریگ (شناگر)
- ریچارد بیل
- میلتوس پاپاپوستولو
- مایکل پارکس
- ازیو پاسکوتی
- فرانسیسکو پالمیرو
- یوری پویارکوف
- فرد پارسلو
- آنیتا پالنبرگ
- رنه پروال
- روی پروربز
- ایوان پریتارگوف
- بیل پکستون
- پیت کیزر
- پیتر سالیس
- مالی پیترز
- تیم پیگات-اسمیت
- گئورگی تاراتورکین
- اود تاندبرگ
- اتین تشیسکدی
- دیو تیلور
- رابرت تیلور (دانشمند رایانه)
- گراهام تیلور
- چارلز ثاکر
- دنیس جانسون (نویسنده)
- کلیفتون جیمز
- کارمه چاکن
- ویتالی چورکین
- چاک بلیزر
- حسن الجندی
- امیر حسن‌پور
- حمید توران
- خاویر والدز کاردیناس
- نلسون خاویر
- عدنان خاشقجی
- هوبرت درایفوس
- میلدرد درسلهاوس
- درک پارفیت
- لیو شیائوبو
- کالین دکستر
- جاناتان دمی
- هانس جرج دهملت
- رابرت دی
- دیوید راکفلر
- کریستین دولک
- رابرت پیرسیگ
- اینگبورگ راپوپورت
- فرانتیشک رایتورال
- گوستاوو روخو
- آرتور اچ روزنفلد
- آنتونی روساتو
- رومان هرتسوگ
- ایمی کراوس رزنتال
- دان ریکلس
- تام ریگان
- جرج رومرو
- ولفگانگ زولتس
- زیگمونت باومن
- ترزا آن ساووی
- جووانی سارتوری
- ماریو سوارز
- سیجون سوزوکی
- جیولیانو سارتی
- یوجین سرنان
- سلیمان عبدالعزیز الراجحی
- سی. وی. ویشوشوارا
- کارلوس آلبرتو سیلوا
- بیلی سیمپسون
- دانوتا شافلارسکا
- هرویه شارینیچ
- دیو شیپرلی
- شیخ تیوته
- شیفا گردی
- شیگرو کویاما
- مصطفی طلاس
- عدنان الدلیمی
- پائولا فاکس
- رابرت فالسم
- جان فورجام
- ویلی فوسلی
- ایمره فولدی
- وارن فراست
- فرانسیس فان در الست
- ژاک فرسکو
- آنتونی فرنچ
- روبرتو فریرو
- بانو قدسیه
- کریستین کاوفمان
- روبرتو کابانیاس
- وینود کانا
- تونی کانول
- مایک کانرز
- ریموند کوپا
- کوسی کامو
- میریام کولون
- مائونو کویویستو
- دارلین کتس
- کریس کرنل
- هاینتس کسلر
- اینگه کلر
- تاکشی کوساکا
- ماری کوسینداس
- آدولف کیفر
- کیم یونگ آئه
- کیم جونگ-نام
- کین موریسون
- هلموت کوهل
- پیر گاسپار-ویت
- خوان گویتیسولو
- آرمون گتی
- گئورگی گرچکو
- برد گری
- ایلیا گلازنف
- تامی گمل
- جمشید گیوناشویلی
- ویکتور گورباتکو
- دن گوردون (هنرپیشه)
- پیر سیداحمد گیلانی
- کورت لاونس
- دالیا لاوی
- ریما لاگو
- مارتین لاندو
- یکی لیبتسایت
- مارتین مک‌گینس
- ویلیام مارگلد
- رابرت مایلز
- ادوارد مودریک
- راجر مور
- مری تایلر مور
- هیروتو مورائوکا
- اما مورانو
- شارلی مورفی
- ارین مورن
- رانی موران
- گر ون موریک
- کوئت ماسیره
- ردلی متزگر
- دینا مریل
- مشعل بن عبدالعزیز
- نوشیروان مصطفی
- مظهر أبو النجا
- کنستانتین میتسوتاکیس
- میگوئل فرر
- رابرت الیس میلر
- توماس میلیان
- ماسایا ناکامورا
- مانوئل نوریگا
- نیکی هایدن
- مایکل نیکویست
- نیل فینگلتن
- هاوارد هاجکین
- جان هرت
- کلر هالینگورث
- باربارا هایلی
- راجر هایند
- گلن هدلی
- جان هرد (هنرپیشه)
- ارنستینا هررا دی نوبل
- آرون هرناندز
- هلن دان‌مور
- بروس همپتون
- ماتسوکاتا هیروکی
- تونی هی‌گارث
- فرانسین یورک
- یوگنی یفتوشنکو
- سیمون وی (سیاستمدار)
- اولگ ویدوف

## اکتبر

### ۲۶
- علی‌اشرف درویشیان

## اوت

### ۳۱
- ریچارد اندرسون، ۹۱

### ۲۶
- توبی هوپر، ۷۴

### ۲۴
- جی توماس، ۶۹

## ژوئیه

### ۲۹
- سام شپارد، ۷۳

### ۲۶
- جون فوری، ۹۹

### ۲۱
−
- جان هرد، ۷۲

### ۲۰
−
- چستر بنینگتون، ۴۱

−

### ۱۵
−
- مریم میرزاخانی، ۴۰

−

### ۱۳
−
- لیو شیائوبو، ۶۱

−

### ۸
−
- السا مارتینلی، ۸۲

−

### ۲
−
- عطاالله بهمنش، ۹۴

−
−

## ژوئن
−

### ۲۷
−
- مایکل نیکویست، ۵۶

−

### ۲۴
−
- امیر حسن‌پور، ۷۴

−
- کورش اسدی، ۵۲

−

### ۱۷
−
- استیون فرست، ۶۳

−

### ۱۶
−
- هلموت کوهل، ۸۷

−

### ۹
−
- ادام وست، ۸۸

−
−

## می
−

### ۲۹
−
- کنستانتین میتسوتاکیس، ۹۸

−

### ۲۷
−
- گرگ آلمن، ۶۹

−
−

### ۲۶
−
- زیبیگنیو برژینسکی، ۸۹

−
−

### ۲۳
−
- راجر مور، ۸۹

−

### ۱۵
- اولگ ویدوف

### ۱۲
−
- مائونو کویویستو، ۹۳

−

### ۴
−
- ادوین شرین، ۸۷

−

### ۱
−
−

## آوریل
−

### ۳۰
−
- جین استاین، ۸۳

−
- اولی اشتک، ۴۰

−

### ۲۹
−
- سعید کریمیان، ۴۸

−

### ۲۷
−
- جاناتان دمی، ۷۳

−
−

### ۱۵
−
- اما مورانو، ۱۱۷

−
- عارف لرستانی، ۴۴

−
−

### ۱۲
−
- شارلی مورفی، ۵۷

−
−

### ۶
−
- دان ریکلس، ۹۰

−
−

## مارس
−

### ۲۸
−
- کریستین کاوفمان، ۷۲

−

### ۲۳
−
- لولا آلبرایت، ۹۲

−

### ۱۰
−
- جان فورجام، ۷۵

−
−

## فوریه
−

### ۲۵
−
- بیل پکستون، ۶۱

−
−

## ژانویه
−

### ۲۷
−
- امانوئل ریوا، ۸۹

−
- جان هرت، ۷۷

−
−

### ۲۵
−
- مری تایلر مور، ۸۰

−
−

### ۲۱
−

### ۲۰
−

### ۱۹
−
میگوئل فرر، ۶۱
−
−

### ۱۸
−

### ۱۷
−

### ۱۶
−
- یوجین سرنان، ۸۲

−
- سی. وی. ویشوشوارا، ۷۸

−
−

### ۱۵
−
- رکن‌الدین خسروی، ۸۶

−
- جیمی اسنوکا، ۷۳

−
−

### ۱۴
−

### ۱۳
−

### ۱۲
−
- جولیو آنجونی، ۷۷

−
- ویلیام پیتر بلتی، ۸۹

−
- گراهام تیلور، ۷۲

−
−

### ۱۱
−
- فرانسیس فان در الست، ۶۲

−
−

### ۱۰
−
- رومان هرتسوگ، ۸۲

−
- کلر هالینگورث، ۱۰۵

−
- آنتونی روساتو، ۶۲

−
- الیور اسمیتیز، ۹۱

−
−

### ۹
−
- زیگمونت باومن، ۹۱

−
- علی شریعتمداری، ۹۳

−
−

### ۸
−
- اکبر هاشمی رفسنجانی، ۸۲

−
−

### ۷
−
- ماریو سوارز، ۹۲

−
−

### ۶
−
- اوم پوری، ۶۶

−
- کوسی کامو، ۸۴

−
- تیلیکوم (نهنگ قاتل)، ۳۵

−
−

### ۵
−

### ۴
−
- ازیو پاسکوتی، ۷۹

−
−

### ۳
−
- ایگور وولک، ۷۹

−
−

### ۲
−
- جان برجر، ۹۰

−
−

### ۱
−
- تونی اتکینسون، ۷۲

−
- درک پارفیت، ۷۴

−
−